# Soudan (Loira Atlàntic)

Localització de Soudan (Loira Atlàntic)

Soudan (en bretó Saoudan) és un municipi francès, situat a la regió de país del Loira, al departament de Loira Atlàntic, que històricament va formar part de la Bretanya. L'any 2006 tenia 2.015 habitants. Limita amb Châteaubriant, Rougé, Noyal-sur-Brutz, Villepot, Juigné-des-Moutiers i Erbray a Loira Atlàntic, Carbay a Maine i Loira.

## Demografia
| 1962                                       | 1968  | 1975  | 1982  | 1990  | 1999  |
| ------------------------------------------ | ----- | ----- | ----- | ----- | ----- |
| 1.823                                      | 1.831 | 1.884 | 2.026 | 2.072 | 2.007 |
| Des de 1962: població sense dobles comptes |       |       |       |       |       |

## Administració
| Període | Identitat      | Partit |
| ------- | -------------- | ------ |
| 2001-   | Bernard Douaud |        |